# Donald McPherson
John Donald McPherson (Windsor, Ontário, 20 de fevereiro de 1945 – Munique, Alemanha, 24 de novembro de 2001) foi um patinador artístico canadense. McPherson foi campeão do Campeonato Mundial de Patinação Artística no Gelo de 1963, e competiu nos Jogos Olímpicos de Inverno de 1960 terminando na décima posição.

## Principais resultados
| Resultados                                            | Resultados      | Resultados       | Resultados       | Resultados       | Resultados      | Resultados    | Resultados    | Resultados    | Resultados    | Resultados    | Resultados    | Resultados    |
| Internacional                                         | Internacional   | Internacional    | Internacional    | Internacional    | Internacional   | Internacional | Internacional | Internacional | Internacional | Internacional | Internacional | Internacional |
| Evento/Temporada                                      | 1958– 1959      | 1959– 1960       | 1960– 1961       | 1961– 1962       | 1962– 1963      |               |               |               |               |               |               |               |
| ----------------------------------------------------- | --------------- | ---------------- | ---------------- | ---------------- | --------------- | ------------- | ------------- | ------------- | ------------- | ------------- | ------------- | ------------- |
| Jogos Olímpicos                                       |                 | 10.º             |                  |                  |                 |               |               |               |               |               |               |               |
| Campeonato Mundial                                    |                 | 8.º              |                  | 4.º              | Medalha de ouro |               |               |               |               |               |               |               |
| Campeonato Norte-Americano                            | 6.º             |                  | 5.º              |                  | Medalha de ouro |               |               |               |               |               |               |               |
| Nacional                                              |                 |                  |                  |                  |                 |               |               |               |               |               |               |               |
| Campeonato Canadense                                  |                 | Medalha de prata | Medalha de prata | Medalha de prata | Medalha de ouro |               |               |               |               |               |               |               |
| Campeonato Canadense – Júnior                         | Medalha de ouro |                  |                  |                  |                 |               |               |               |               |               |               |               |
|                                                       |                 |                  |                  |                  |                 |               |               |               |               |               |               |               |
| Legenda: Competição não foi disputada nesta temporada |                 |                  |                  |                  |                 |               |               |               |               |               |               |               |